# Olaf de Vermetele
Olaf de Vermetele was volgens de Deense koning Sweyn Estridson en Adam van Bremen een Zweeds stamhoofd die Denemarken veroverde in de late 9e of vroege 10e eeuw en het Huis van Olaf stichtte.
Hij had twee zonen, Gyrd en Gnupa, die volgens Zweedse traditie samen zouden regeren. Gnupa had een zoon genaamd Sigtrygg Gnupasson, die wordt vermeld op twee van de Sigtryggrunenstenen (DR2 en DR4) opgericht door zijn moeder na diens dood.